# 池端えみ
池端 えみ（いけはた えみ、1978年3月28日 - ）は、日本の女優。2006年まで本名の池端 絵美子（いけはた えみこ）で芸能活動をしていた。
東京都出身、ニューヨーク在住。身長160cm。血液型はA型。

## 概要
歌手で俳優の加山雄三と元女優の松本めぐみの間に生まれる。祖父は俳優の上原謙、祖母は元女優の小桜葉子である。兄は俳優の加山徹で、姉に元タレントの梓真悠子がいる。仁美凌は叔母であるが、池端より3歳下である。また、喜多嶋舞は再従姉（祖母の弟の孫）にあたる。
明治の元勲岩倉具視の来孫（次男・具定の玄孫）にあたり、同じく岩倉具視の子孫である亀井久興（元衆院議員）・亜紀子（衆院議員）親子とは遠縁の親戚で、久興は高祖叔母・森寛子（岩倉具視の五女）の曾孫で三いとこおじ（父・加山雄三の三いとこ）、亜紀子は玄孫で四いとこにあたる。
趣味は旅行、映画、ファッション、グルメ、美容情報、マッサージ、読書、絵画、写真、Discovery Channnel、猫、トランプ。

## 出演

### テレビドラマ
- 涙をふいて 第1話 - 第6話（2000年、フジテレビ）
- 火曜サスペンス劇場（日本テレビ）
- 月曜ミステリー劇場（TBS）
- さとうきび畑の唄（2003年、TBS）

### 映画
- SFホイップクリーム（2002年）
- Wake Up and Waltz
- 呪怨 ザ・グラッジ3（2009年）

### テレビ番組
- 3か月トピック英会話「カリフォルニア横断！シンプル会話術」（2009年4月 - 6月、NHK教育）

### 舞台
- "I and Me & You and I"

### CM
- Sony（台湾）
- Foxwoods Casino Resort（アメリカ）
- Verizon（アメリカ）
- Uniqlo（アメリカ）
- Alvesco（アメリカ）
- Acuvue
- Martel（中国、台湾）
- Target（アメリカ）
- Asahi Mintia
- SAP
- Mastercard（アメリカ）
- Merck（アメリカ）
- Nokia（アメリカ）
- Icelandair（カナダ）
- マイクロソフト
- JAL「企業編」
- 野村証券「ホームトードキャンペーン」

### 雑誌
- 週刊文春「原色美女図鑑」
- Tarzan